# Meuselbach-Schwarzmühle
Meuselbach-Schwarzmühle era un comune tedesco.

## Storia
Il 1º gennaio 2019 il comune di Meuselbach-Schwarzmühle venne fuso con la città di Oberweißbach/Thüringer Wald e il comune di Mellenbach-Glasbach, formando la nuova città di Schwarzatal.